# Clemente Santopaolo
Clemente Santopaolo (Fermo, 3 aprile 1904 – 1987) è stato un calciatore italiano, di ruolo attaccante.

## Caratteristiche tecniche
Giocava come ala destra.

## Carriera

### Club
Dopo aver giocato per Vigor Ascoli Piceno e Ancona, Santopaolo passò alla Cremonese, squadra che militava in Divisione Nazionale. Debuttò nella stagione 1928-1929, scendendo in campo per la prima volta a Cremona il 21 ottobre 1928 contro la Lazio, segnando anche il gol del 4-2 finale al 27º del secondo tempo. La sua prima annata in massima serie nazionale terminò con 5 presenze e un gol.
L'attaccante fu confermato per la seguente stagione, la prima della Serie A a girone unico: esordì in A il 6 ottobre 1929 contro la Pro Patria e in tutto disputò 3 incontri.
Lasciò la compagine grigiorossa al termine del campionato.